# Château de Nakagusuku
Le château de Nakagusuku (中城城, Nakagusuku-jō) est un gusuku (ぐすく, 城, forteresse) situé dans les villages de Nakagusuku et Kitanakagusuku, sur l'île d'Okinawa au Japon. Il est à présent en ruine. C'est le deuxième plus grand château d'Okinawa après celui de Shuri. Il s'agit par ailleurs d'un des plus anciens châteaux des îles Ryūkyū.

## Histoire
Le légendaire commandant ryukyuian Gosamaru construisit la forteresse au début du XVe siècle pour se protéger des attaques venues de l'est par le seigneur Amawari du château de Katsuren.
Le château, restauré après la Seconde Guerre mondiale, constitue aujourd'hui l'un des mieux préservés des châteaux en ruine du Japon. La maçonnerie à sec des six cours composées de pierres grossièrement taillées entassées à 10 mètres de haut en fait un exemple typique de gusuku. Le château de Nakagusuku a été inscrit en 2000 au registre du patrimoine mondial de l'UNESCO sous l’appellation « Sites gusuku et biens associés du royaume des Ryūkyū ».

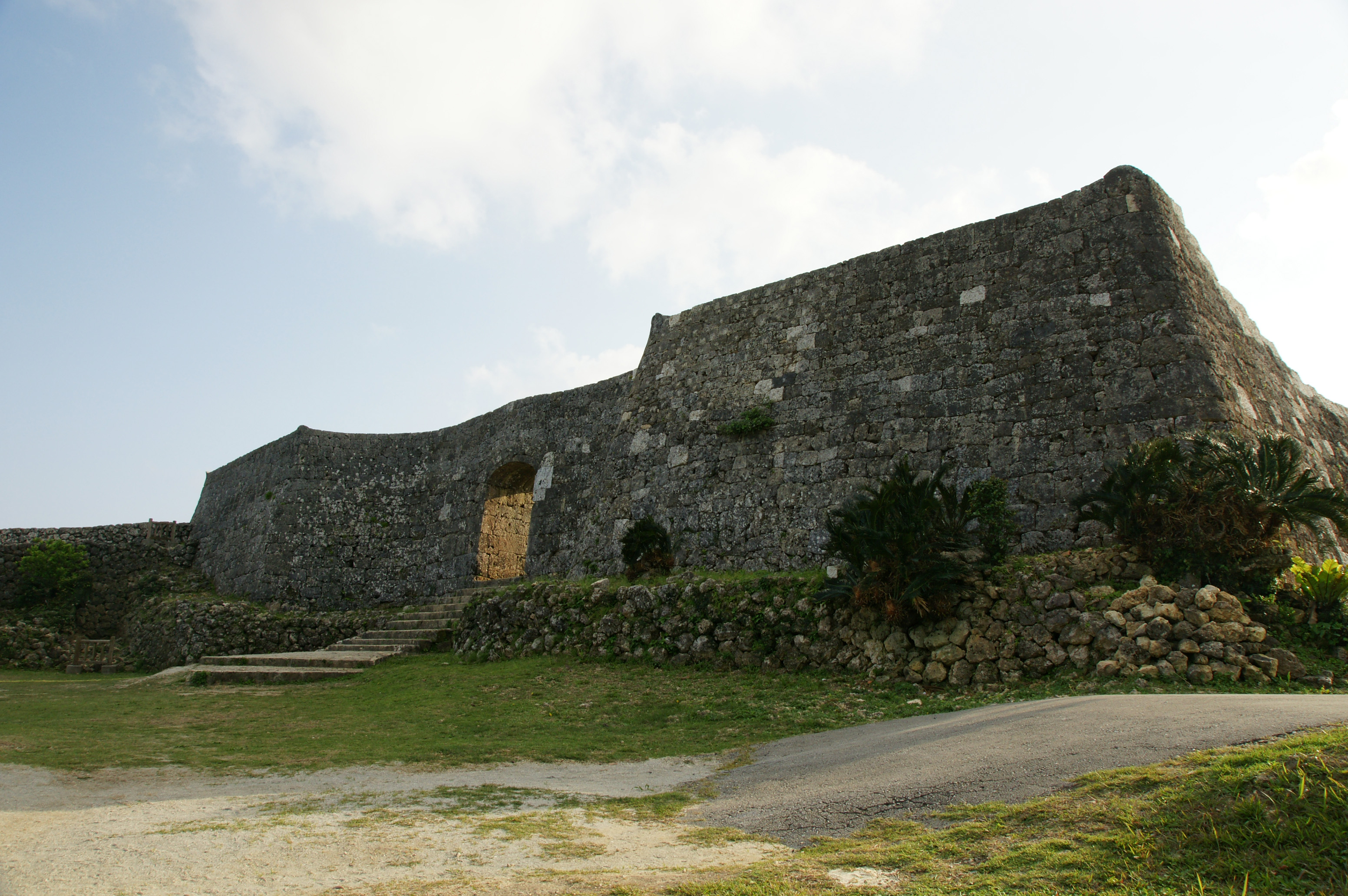
Rempart du premier district.
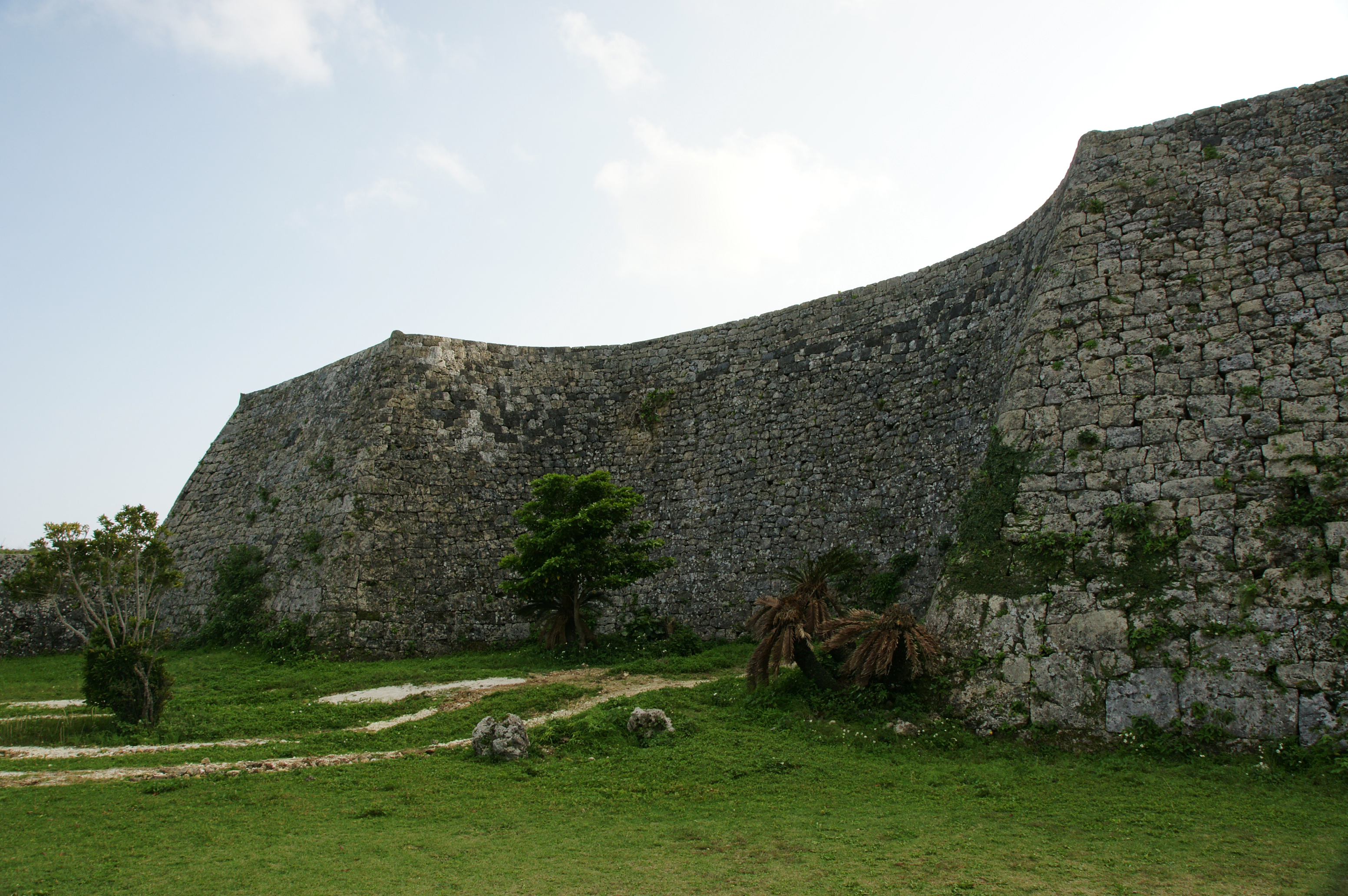
Rempart du deuxième district.
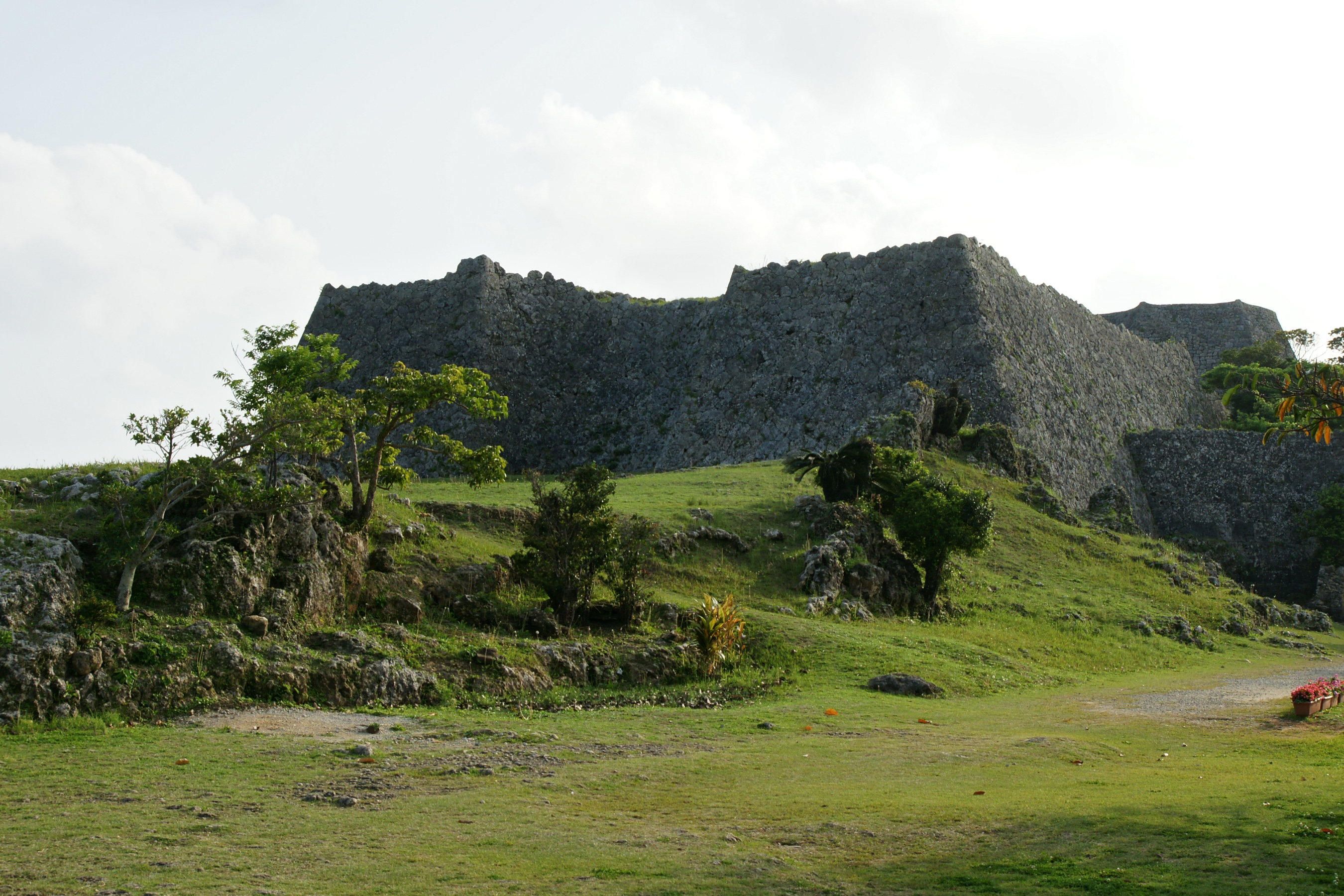
Rempart du troisième district.